# Thợ săn Đức quốc xã

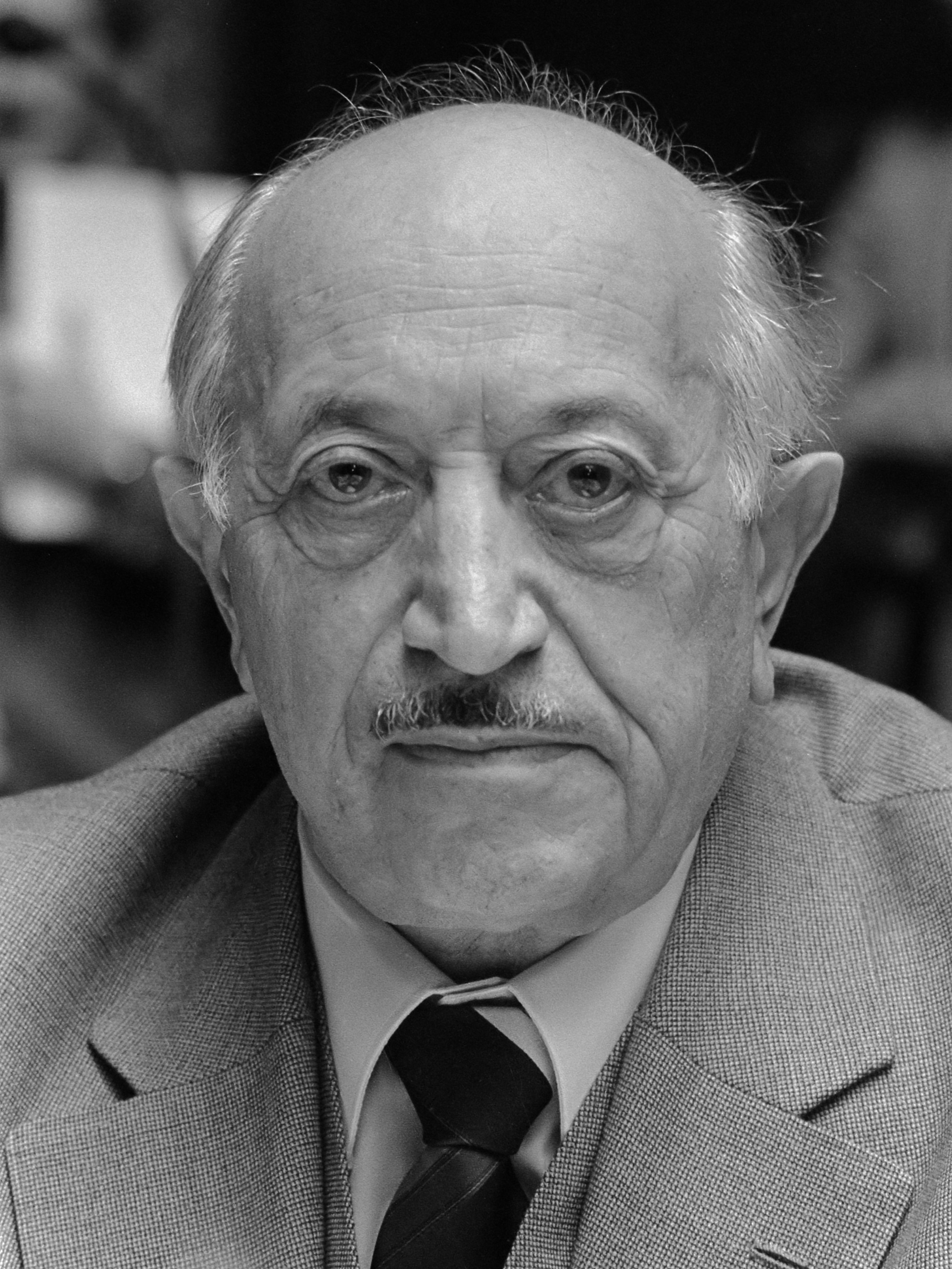
Simon Wiesenthal

Thợ săn Đức quốc xã là các cá nhân thực hiện theo dõi và thu thập thông tin về những người được cho là cựu phát xít, thành viên SS (Schutzstaffel) và các cộng tác viên của Đức Quốc xã có liên quan đến Holocaust, thường được sử dụng để xét xử các tội ác chiến tranh và tội ác chống lại loài người.
Những thợ săn Đức Quốc xã nổi tiếng có Simon Wiesenthal, Tuviah Friedman, Serge và Beate Klarsfeld, Ian Sayer, Yaron Svoray, Elliot Welles và Efraim Zuroff.

## Hoàn cảnh ra đời
Với sự khởi đầu của Chiến tranh Lạnh sau Thế chiến II, cả Đồng minh phương Tây và Liên Xô đã tìm kiếm các nhà hoạt động khoa học trước đây của Đức Quốc xã cho các mục tiêu của mình, như Chiến dịch Paperclip. Những người trước đây đã hợp tác với Đức quốc xã, như Wernher von Braun và Reinhard Gehlen, đôi khi được bảo vệ để đổi lấy thông tin hoặc dịch vụ có giá trị. Vào thời điểm đó, Reinhard Gehlen là giám đốc của Bundesnachrichtendienst (Cơ quan tình báo Liên bang Đức), người sáng lập mạng lưới Gehlen Org, "một phiên bản thực tế của ODESSA", giúp cho loại bỏ Đức Quốc xã khỏi Châu Âu. Những tên phát xít khác đã sử dụng những "con đường chuột" để trốn khỏi châu Âu sau chiến tranh đến những nơi như Nam Mỹ.
Để chống lại sự trốn chạy trên các thợ săn của Đức Quốc xã đã lập ra các nhóm riêng của họ, như Trung tâm Simon Wiesenthal. Các phương pháp được các thợ săn Đức Quốc xã sử dụng bao gồm cung cấp phần thưởng cho thông tin, xem xét các hồ sơ nhập cư quân dân sự, và khởi động các vụ kiện dân sự.
Trong những thập kỷ sau đó, các thợ săn Đức Quốc xã đã tìm thấy sự hợp tác lớn ở các chính phủ phương Tây, Nam Mỹ và nhà nước Israel. Đến cuối thế kỷ 20, việc truy tìm các cựu phát xít giảm, bởi vì hầu hết các thế hệ hoạt động làm lãnh đạo của Đức Quốc xã đã chết.

## Những vụ việc đáng chú ý
Trung tâm Simon Wiesenthal là nơi xuất bản một báo cáo thường niên về tội phạm chiến tranh của Đức Quốc xã. Những kết quả đáng chú ý có:
- Klaus Barbie: Biệt danh "Đồ tể thành Lyon", đã bị dẫn độ từ Bolivia sang Pháp vào năm 1983, sau những nỗ lực trước đó của Serge và Beate Klarsfeld để theo dõi anh ta. Cho đến khi Bolivia chuyển sang chế độ dân chủ, ông đã được các cơ quan tình báo Hoa Kỳ và Đức bảo vệ cho các mục đích tình báo chống Liên Xô, và được quân đội Bolivian thuê dưới một bí danh. Bị kết án tù chung thân năm 1987, chết năm 1991.
- Herberts Cukurs: Biệt danh "Đồ tể thành Riga", đã bị ám sát bởi các đặc vụ Mossad ở Montevideo, Uruguay, năm 1965.
- Adolf Eichmann: bị truy đuổi bởi Wiesenthal, sau đó Mossad Israel bắt ở Argentina năm 1960, bị xét xử ở Israel và chịu án tử hình.
- Boļeslavs Maikovskis: một cộng tác viên Latvia của Đức Quốc xã, đã được Welles theo đuổi đến Mineola, New York. Maikovskis cuối cùng đã di cư đến Tây Đức vào năm 1987, nơi ông bị phát hiện, nhưng không xét xử do tuổi tác.
- Josef Mengele: Biệt danh "Thiên thần tử thần", được tìm kiếm ở nhiều quốc gia Nam Mỹ khác nhau bởi Mossad, Wiesenthal và Klarsfelds. Đã trốn tránh, và vô tình chết ở Brazil năm 1979; hài cốt của ông được xác định vào năm 1985.
- Erich Priebke: một sĩ quan SS chịu trách nhiệm về vụ giết hại hàng loạt thường dân Ý, đã được phỏng vấn công khai tại Argentina vào năm 1994, bởi người dẫn chương trình ABC Primetime Live Sam Donaldson. Sau đó, ông bị dẫn độ về Ý, năm 1998 bị kết án quản thúc tại gia suốt đời.
- Eduard Roschmann: đã được tìm kiếm bởi Wiesenthal ở Argentina. Chính phủ Argentina đã lên kế hoạch cho việc dẫn độ của ông vào năm 1977, cho phép ông trốn sang Paraguay. Anh ta rõ ràng đã chết cùng năm, nhưng Wiesenthal đã hoài nghi rằng cơ thể là của Roschmann.
- Dinko Akić: bị truy đuổi đến Argentina bởi Zuroff. Không cố gắng che giấu, anh ta đã xuất hiện nhiều lần trên các phương tiện truyền thông trước khi bị dẫn độ về Croatia năm 1998, nơi anh ta bị kết án 20 năm và chết năm 2008.
- Josef Schwammberger: đã được truy tìm đến Argentina bởi Trung tâm Simon Wiesenthal và Welles. Bị dẫn độ về Tây Đức năm 1990, anh ta bị kết án tù chung thân năm 1992 và chết năm 2004.
- Franz Stangl: chỉ huy của các trại hủy diệt Sobibór và Treblinka, đã bị bắt bởi Wiesenthal ở São Paulo, vào năm 1967. Ông bị dẫn độ về Đức năm 1970 và bị kết án tù vào năm sau.
- Gustav Wagner: Biệt danh "Sói", đã bị vạch trần bởi Wiesenthal ở Brazil, vào năm 1978. Anh ta bị bắt, nhưng Brazil từ chối dẫn độ anh ta đến Tây Đức. Wagner rõ ràng đã tự sát ở São Paulo vào năm 1980.